# Suurisaari (ö i Finland, Norra Karelen, Joensuu, lat 62,70, long 30,37)
Suurisaari är en ö i Finland. Den ligger i sjön Ylimmäinen och i kommunen Joensuu i den ekonomiska regionen  Joensuu ekonomiska region  och landskapet Norra Karelen, i den sydöstra delen av landet, 400 km nordost om huvudstaden Helsingfors. Öns area är 7,4 hektar och dess största längd är 460 meter i öst-västlig riktning.